# Rue René-Boulanger
La rue René-Boulanger est une voie du 10e arrondissement de Paris, en France.

## Situation et accès
La rue René Boulanger commence au niveau du 16, place de la République et se termine après 500 mètres aux 20, boulevard Saint-Martin et 2, rue du Faubourg-Saint-Martin. La route de 12 mètres de large rejoint également la porte Saint-Martin à son extrémité.

## Origine du nom
Elle porte depuis 1944 le nom du syndicaliste René Boulanger (1901-1944), mort pendant la Seconde Guerre mondiale.

## Historique
La rue a son origine dans le chemin de contrescarpe qui longeait extérieurement la butte Saint-Martin, éminence au bord de l'enceinte de Charles V constituée de dépôts d'immondices, qui fut aménagée en bastion avant 1609 lors des travaux d'améliorations des fortifications de Paris au début du XVIIe siècle.
À partir de 1670, le rempart est supprimé pour être remplacé par le boulevard Saint-Martin et la place du Château-d'Eau. Le chemin de contrescarpe devint alors la « rue Basse-Saint-Martin », puis la « rue des Fossés-Saint-Martin » longeant en contrebas au nord (côté campagne) le boulevard et la place établis sur le flanc de l'ancien bastion. Malgré les travaux de nivellement de la chaussée du boulevard — le dernier abaissement datant de 1851 — une dénivellation subsiste entre les deux voies.
Le tracé arrondi de la rue au départ de la porte Saint-Martin correspond à la forme de l'ancien bastion.
Située dans le quartier de la Porte-Saint-Martin, la rue commençait à l'origine rue du Faubourg-Saint-Martin et aboutissait à une voirie qui lui avait fait donner durant un temps le nom de « chemin de la Voirie ».
La suppression de cette voirie en 1758 permit son prolongement sous le nom de « rue basse-Saint-Martin ».
En 1770, elle est une nouvelle fois prolongée, en ligne droite et parallèlement à la grande allée du rempart jusqu'à la rue du Faubourg-du-Temple avec « une largeur de 30 pieds (9,14 mètres) ». Elle prend, en décembre 1771, le nom de « rue de Bondy »,. Elle était prolongée à l'est par la rue des Fossés-du-Temple (actuelle rue Amelot).
La rue est principalement bâtie entre 1770 et 1840 sous les règnes de Louis XVI et Louis-Philippe.
L'actuelle place de la République, aménagée dans les années 1860, absorbe son tronçon est qui débouchait sur la rue du Faubourg-du-Temple.

## Bâtiments remarquables et lieux de mémoire

### Section est (duno2auno36)
- No 1 et no 1 bis : immeuble construit à l'emplacement d'une partie de la première place du Château-d'Eau, elle-même aménagée à l'emplacement du bastion du Temple
- No 22 : ancien hôtel de la marquise de Ferrières, puis du marquis de Folleville, avec un bel escalier du XVIIIe siècle. De 1781 à 1789 s'y trouvait la manufacture de porcelaine Dihl et Guérhard, aussi appelée « manufacture du duc d'Angoulême »[7].

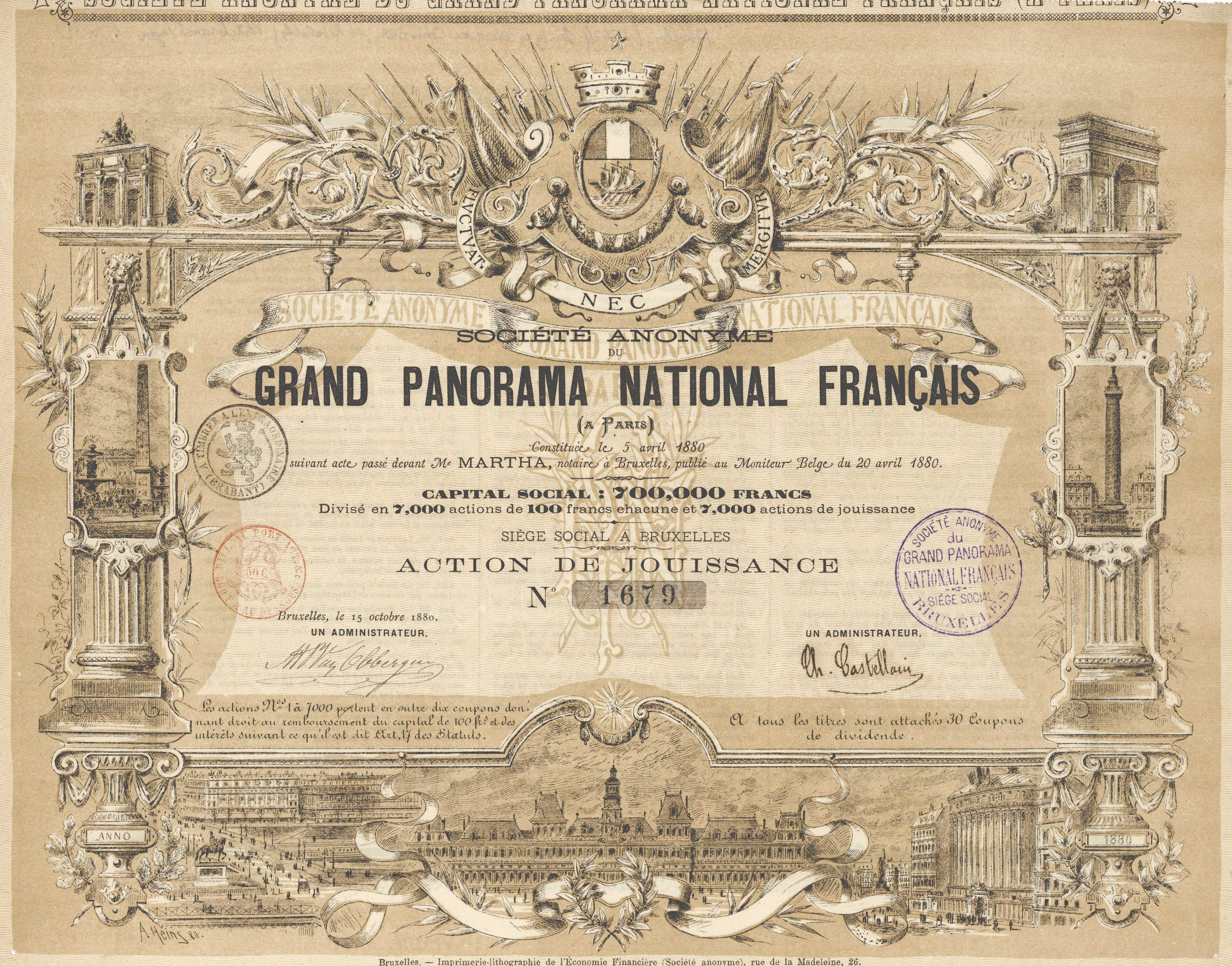
Action de jouissance de la S.A. du Grand panorama national français (1880) constituée pour l'exploitation d'une rotonde panoramique établie au 26, rue de Bondy.

- No 26 (et 3, rue du Château-d'Eau) :
  - emplacement de la mairie de l'ancien 5e arrondissement de Paris (voir les anciens arrondissements de Paris) jusqu'en 1860 (ancienne numérotation : no 20[8])
  - emplacement, en 1858 alors que la rue est encore nommée « rue de Bondy », du grand Café-Parisien qui revendique le statut d'« établissement unique au monde », entre autres pour ses « proportions colossales, inusitées jusqu'à ce jour », mais met aussi l'accent sur les 24 billards, 2000 jets de gaz, les décorations féériques, les sculptures splendides, son horloge phénoménale et son comptoir monumental. L'entrée de l'établissement était situé rue de Bondy, la sortie rue du Château-d'Eau[9].
  - À cette même adresse, la S.A. du Grand panorama national français, constituée à l'initiative du peintre panoramiste Charles Castellani (1838-1913) à Bruxelles le 5 avril 1880[10] inaugure une rotonde (1881, Seyrig ingénieur) avec l'exposition de la toile panoramique circulaire monumentale La Défense de Belfort (1881) créée par Castellani lui-même qui est actionnaire et l'un des administrateurs de la société. Le « Grand panorama » du 26 rue de Bondy accueille ensuite Le Dernier jour de la commune (1883), également peint par Castellani, comme l'atteste une affiche de Léon Choubrac.
  - L'emplacement est aujourd'hui occupé par la bourse du travail de Paris (1888/1896, Joseph-Antoine Bouvard architecte) accessible par la rue du Château-d'Eau.
- No 30 : hôtel de Mlle Laguerre, première chanteuse de l'Opéra de Paris sous Louis XVI. La mairie du Ve, ancien arrondissement de Paris s’installe dans l’immeuble, de 1801 à 1811[11].
- No 32 : ancien siège de l'hebdomadaire Marianne (actuellement 28, rue Broca, à Paris 5e). C'est à ce numéro que se trouvait le cabinet de curiosités de Michel Ferdinand d'Albert d'Ailly, duc de Chaulnes.

### Section centrale (duno38auno54)
- N°38 : ancien domicile de Maurice Maréchal et Jeanne Maréchal, fondateurs du Canard enchaîné. La rédaction et le siège du journal y furent installés du 18 juillet 1917 au 9 novembre 1921, date de leur déménagement pour le 30 rue Louis-le-Grand [12].
- No 40 : ancien siège du théâtre des Folies-Dramatiques à compter de 1862. À son emplacement est construit en 1972 un immeuble de bureaux dessiné par les architectes André Biro et Jean-Jacques Fernier[13]. Tombé en déshérence, le bâtiment est occupé en 2010-2011 par un collectif d'artistes dont Kouka Ntadi (« Château d’Albat’art »[14]). Il est réaménagé en un hôtel 5 étoiles (Renaissance République) qui a ouvert fin avril 2016.
- No 44 : une plaque porte le message « En mémoire de Cleews Vellay (1964-1994) mort du sida PrésidentE d’Act Up-Paris dont le local se trouvait dans cet immeuble ». Le terre-plein situé entre la rue René Boulanger et le boulevard Saint-Martin[15] prend le nom de Promenade Cleews Vellay.
- Nos 50-52 : immeubles fin du XVIIIe siècle dont Daguerre réalisa l'un de ses premiers daguerréotypes depuis le boulevard Saint-Martin en 1839. Le numéro 52 abrite depuis 1965 les organisations juives de gauche bundistes[16], le Centre Medem.
- No 54 : hôtel d’Aligre, dont les bas-reliefs représentant les quatre saisons sont des copies de ceux qu'avait réalisés pour cet hôtel particulier, en 1772, le sculpteur Claude Michel dit Clodion, pour le comte de Marans, marquis d'Aligre, Étienne François d'Aligre.

### Section ouest (duno56auno94)
- No 1 ter : emplacement de l'ancien théâtre de l'Ambigu-Comique, détruit dans les années 1960
- No 7 : ancienne demeure du romancier Paul de Kock.
- No 15 : ici habita la pianiste et compositrice Jeanne-Hippolyte Moyroud Devismes, épouse de Anne-Pierre-Jacques Devismes du Valgay[17].
- No 17 : théâtre du Petit-Saint-Martin, qui occupe le site de l'ancienne École internationale de mimodrame de Paris-Marcel-Marceau[18].
- No 19 : Bistrot Renaissance (décoration Belle Époque). Situé au dos du théâtre de la Renaissance construit en 1873 sur les plans de Charles de Lalande (entrée principale par le 20, boulevard Saint-Martin).
- No 56 : ancien établissement Christofle & Cie (détruit). C'est là que Charles Christofle fonda en 1842 le premier atelier d’argenture de Christofle, jusqu’à son déménagement en 1933 à Saint-Denis.
- No 60 : ici est né en 1859 le peintre pionnier du pointillisme et du divisionnisme, Georges Seurat. Plus tard, il déménagera non loin au 110, boulevard de Magenta.
- Nos 62-64 : hôtel de Rosanbo, datant de 1780, construit par l'architecte Nicolas-Claude Girardin, demeure de Louis Le Peletier de Rosambo, marquis de Rosanbo[19]. Cet hôtel est cité dans les Mémoires d'outre-tombe de Chateaubriand[20]. L’hôtel a ensuite été acquis par la comtesse Merlin, née Maria de las Mercedes de Santa Cruz (Cuba, 1788 – Paris, 1852) épouse du général Christophe Antoine Merlin, qui y tint un des salons les plus importants de Paris au début du XIXe siècle, accueillant notamment George Sand, Prosper Mérimée, Honoré de Balzac, Alfred de Musset et le compositeur Gioachino Rossini. À partir de 1840, le baron Taylor y fonda ses sociétés de bienfaisance, avant de s'installer au 68 de la rue.
- No 66 : hôtel de Sechtré, construit entre 1771 et 1776 par l'architecte Nicolas Lenoir, dit le Romain. Cet hôtel particulier fut séparé en deux par le comte de Sechtré pour ses deux filles, Mme de Rennepont et Mme de Castéja, gouvernante des enfants de monseigneur le Dauphin de France sous Louis XVI et qui avait fait partie de la maison de Mme la duchesse de Berry. L'hôtel fut ensuite acheté en 1830 par Worms de Romilly, alors maire de l'arrondissement.
- No 68 : maison de style néo-classique de la seconde moitié du XVIIIe siècle[21] ; hôtel du baron Taylor (1789-1879), auteur, homme d'art et philanthrope français.
- No 70 : passage privé pittoresque dit villa du Lavoir.
- No 76 : alors rue de Bondy, Alexandre-François Debain y invente l'harmonium[22]
- No 90 : immeuble d'angle d'époque Napoléon III (1854). Aujourd'hui occupé par l'hôtel Providence[23].
- No 94 : unique exemple à Paris d'un cabaret d'époque Louis XIV.
- Dans la rue se trouvait un club de boxe, l'Avia Club, où le futur acteur Jean-Paul Belmondo s'inscrivit à l'âge de 15 ans, en 1948[24],[25].

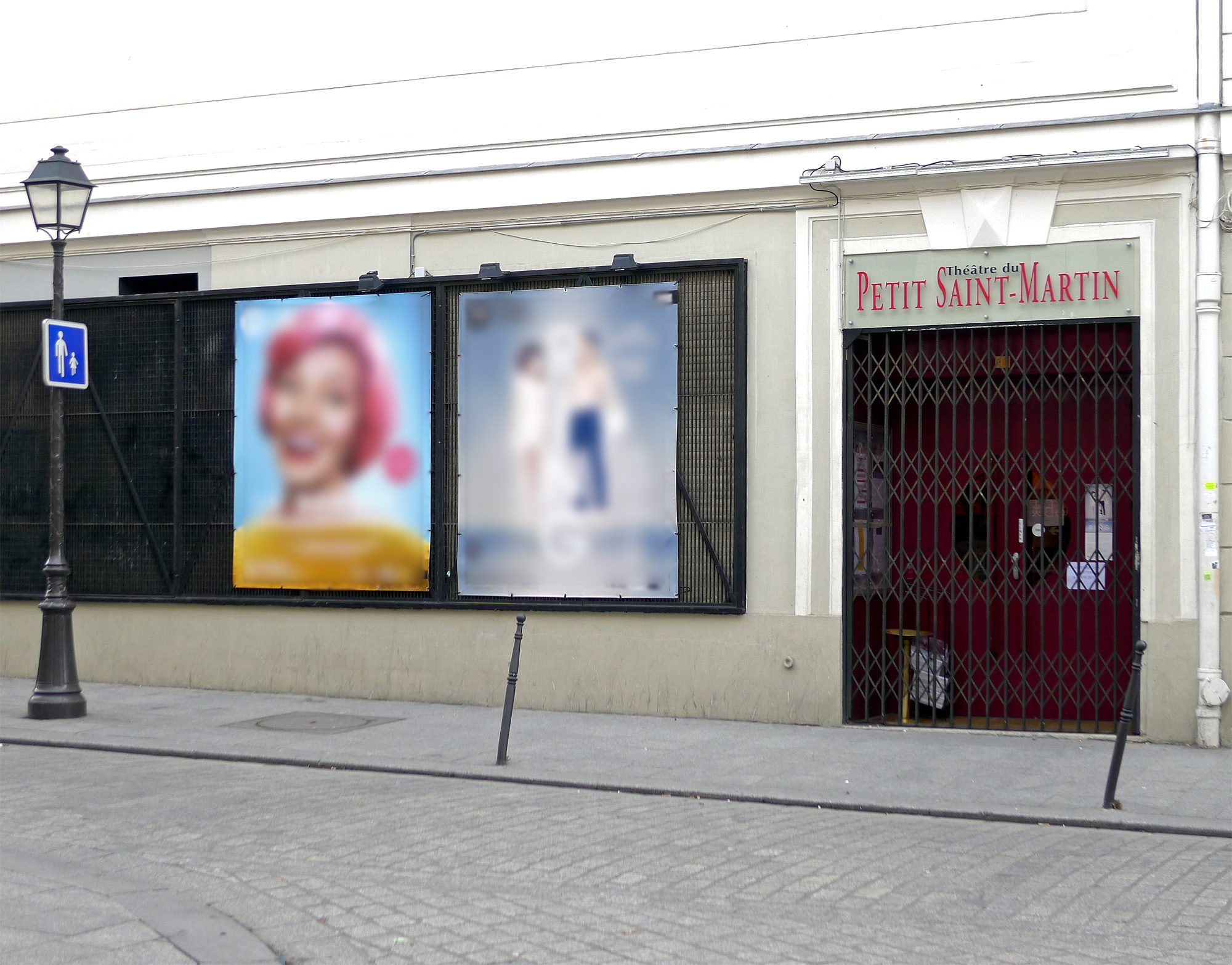
No 17 : le théâtre du Petit-Saint-Martin.
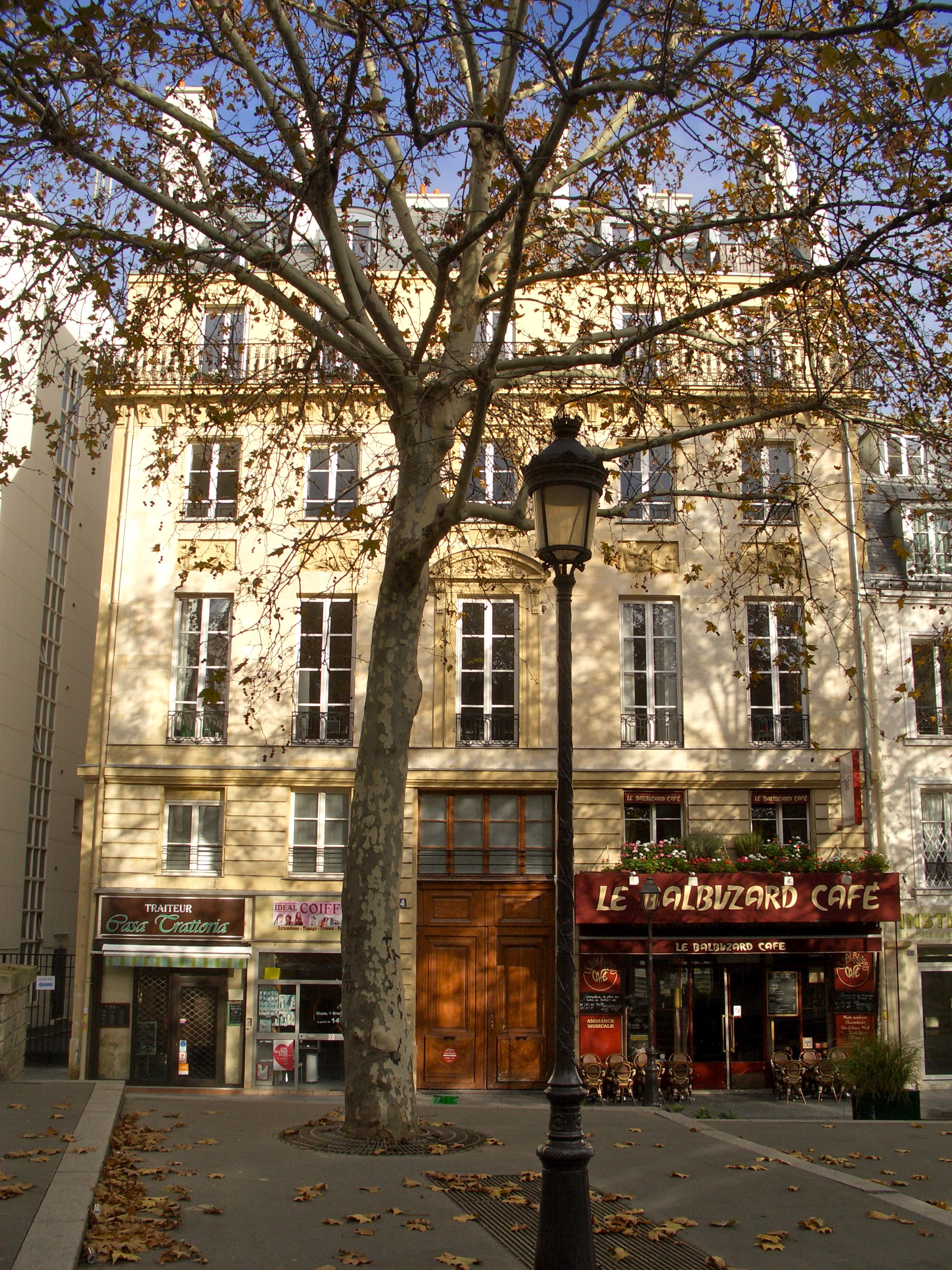
Hôtel d'Aligre.
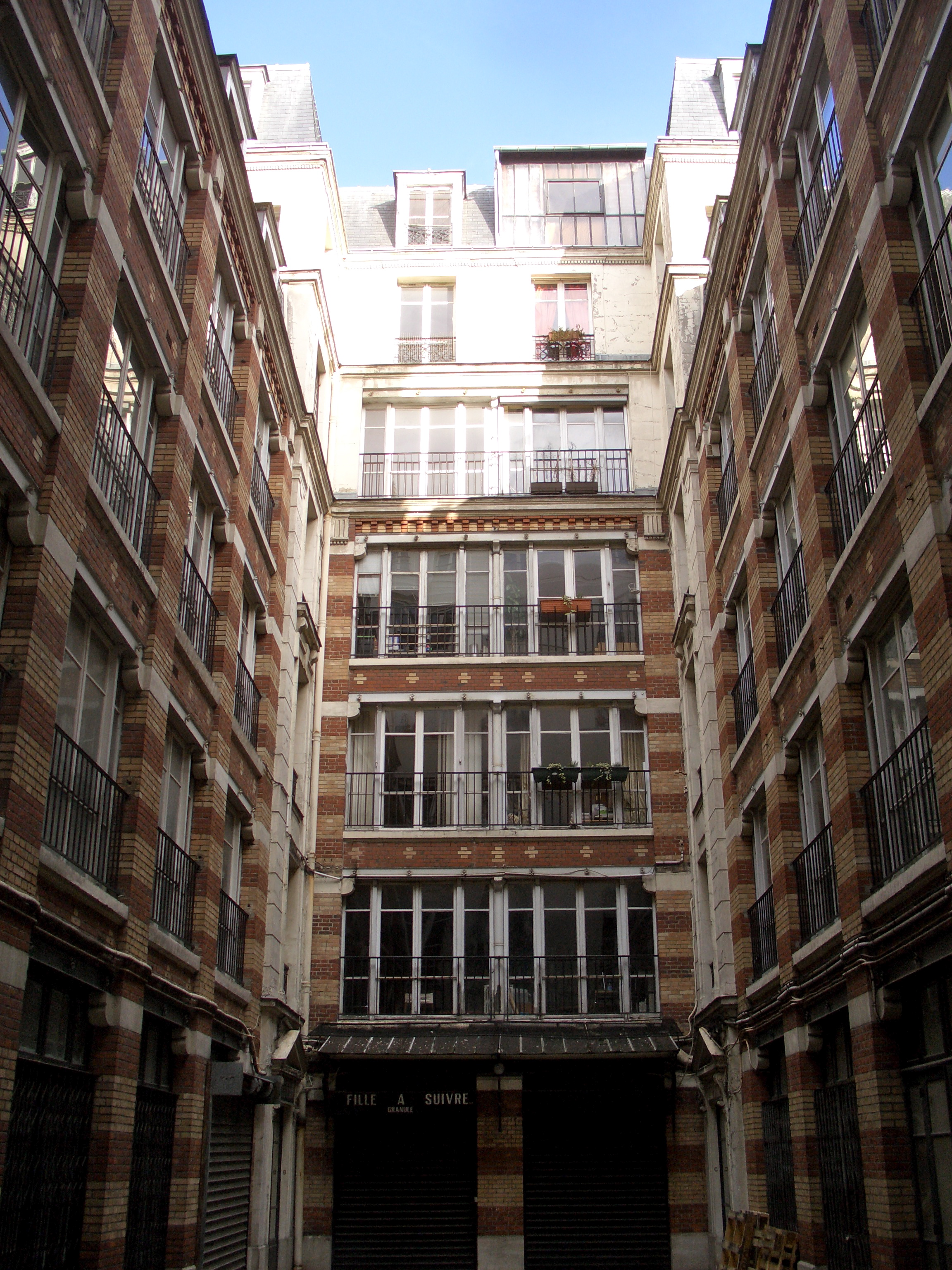
Cour de l'hôtel d'Aligre.
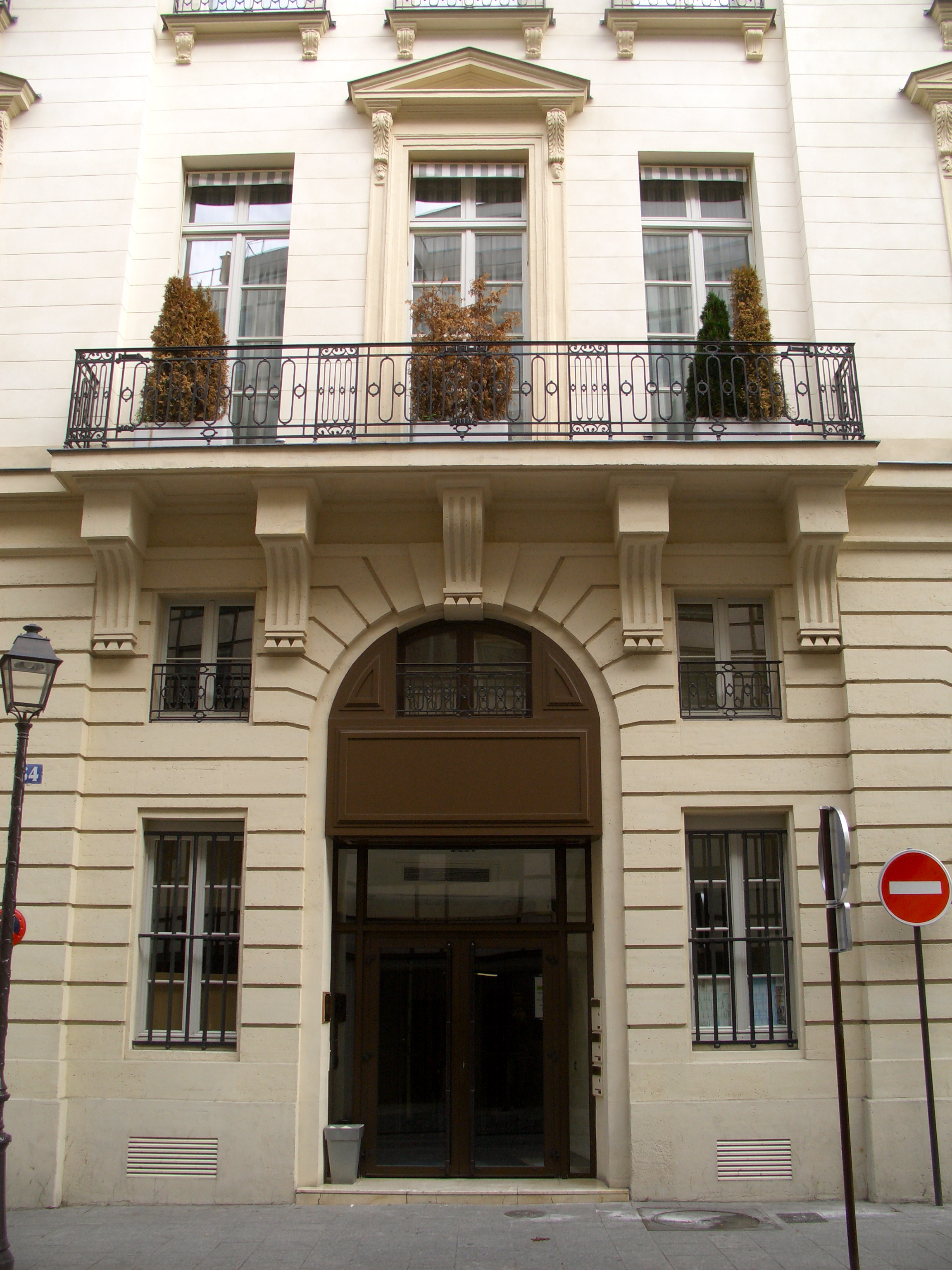
Hôtel de Rosambo.
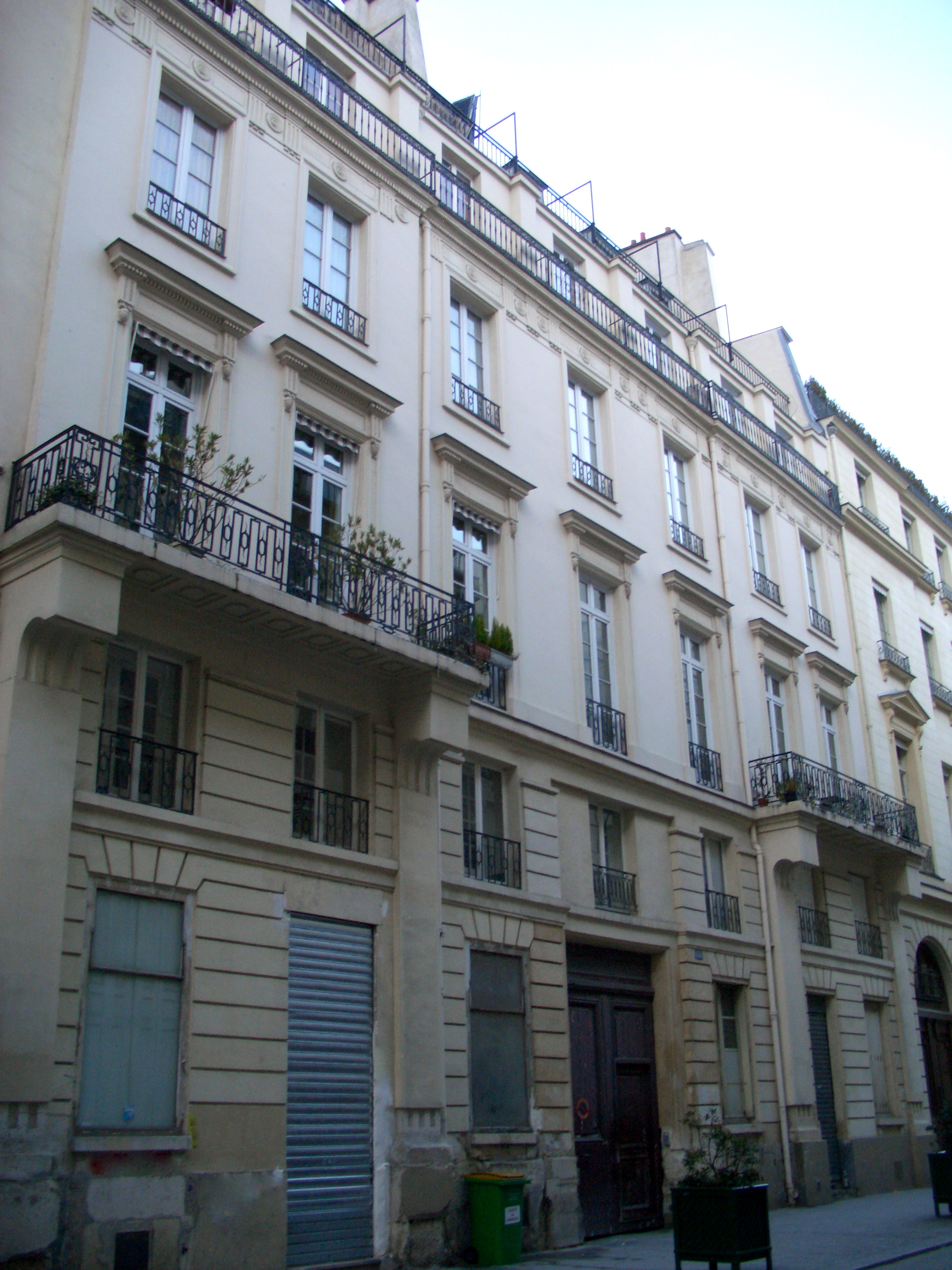
Hôtel de Sechtré.
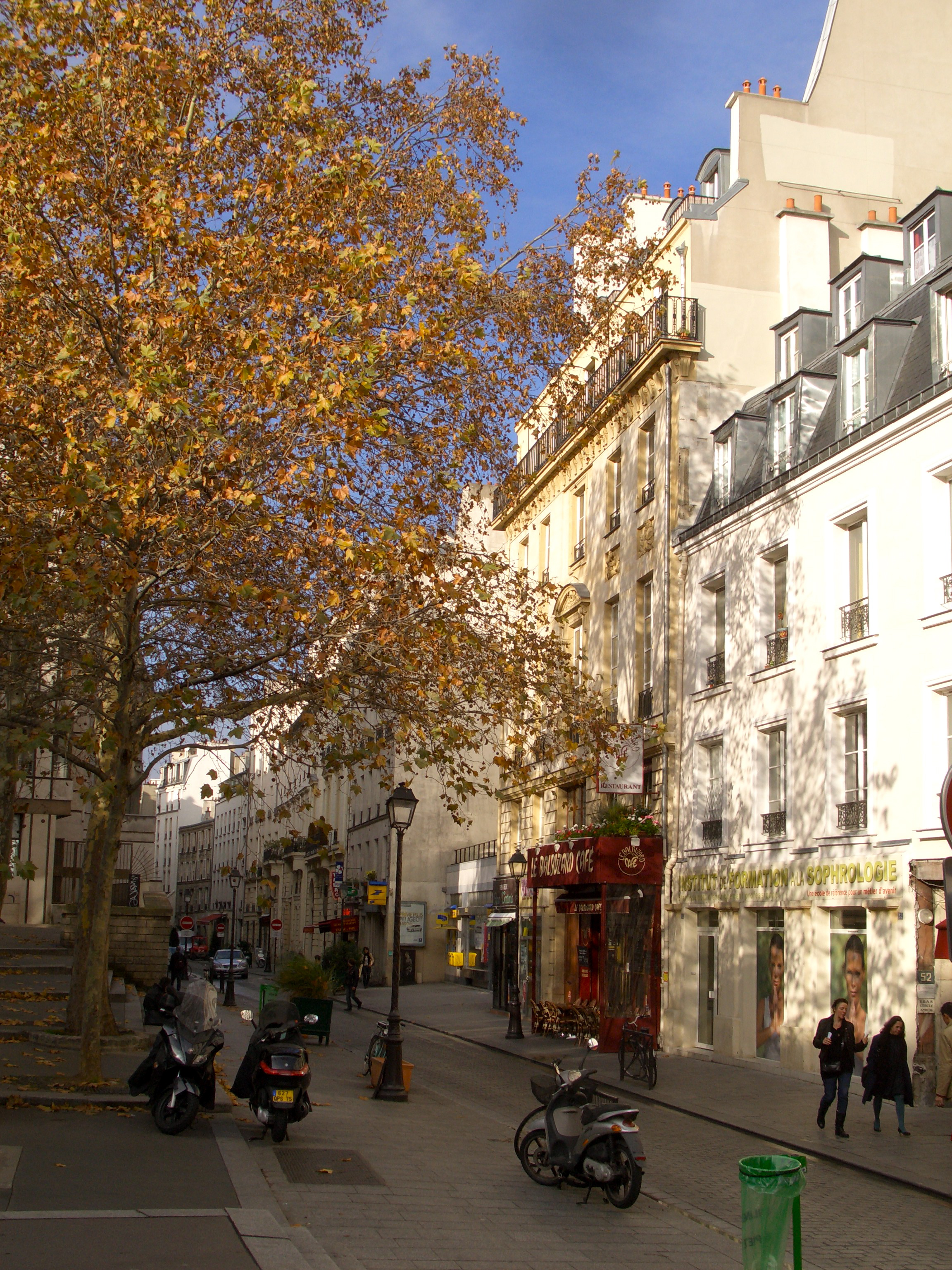
Rue René-Boulanger en automne.